# Bleona Qereti
Bleona Qereti, znana też pod pseudonimem artystycznym Bleona (ur. 14 maja 1979 w Korczy) – albańska piosenkarka, aktorka i modelka.

## Życiorys
W 1991 reprezentowała Albanię na Festiwalu Muzyki Bałkańskiej w greckiej Prevezie. W 1994 wystąpiła na Festiwalu Piosenki w Tiranie, na którym zaśpiewała A t’i besoj? (Czy mogę mu zaufać?). W grudniu 1995 jej piosenka Lermeni trafiła na szczyty albańskich list przebojów. W 1996 wystąpiła z serią koncertów w Szwajcarii, Francji, Belgii i Holandii. Kryzys państwa, jaki ogarnął Albanię w 1997 opóźnił realizację pierwszego wideoclipu, który ostatecznie zaprezentował francuskojęzyczny kanał TV5. W styczniu 1998 ukazał się jej pierwszy album: Kam qejfin tim (Mam w tym przyjemność).
We wrześniu 1998 rozpoczęła studia w Akademii Sztuk w Tiranie, na Wydziale Aktorskim, które ukończyła w 2002. W tym czasie zajmowała się promocją kultury albańskiej w Grecji, występując na koncertach, ale także wykonując pracę hostessy. W 2000 ukazał się jej drugi album Nese me do fort (Jeśli mnie mocno kochasz). Komercyjny sukces drugiego albumu spowodował, że zaledwie rok później ukazał się trzeci, zrealizowany we Włoszech – S’me behet vone (Nie dbam o to). Wydany w 2002 album Ik meso si dashurohet (Idź i naucz się kochać) rozpoczął najbardziej intensywny pod względem ilości koncertów okres w życiu artystki. Niektóre z koncertów, na których występowała wraz z rockową grupą Elita 5 przyciągnęły 20 tys. widzów.
Piąty album, wydany w grudniu 2003 – Ti nuk di as me ma lyp (Nie wiesz, jak mnie zdobyć) osiągnął niespotykany sukces na rynku albańskim. W ciągu 2004 sprzedano ponad 300 tys. sztuk nowego albumu (wliczając w to kasety audio i CD). W czerwcu 2004 wystąpiła z serią koncertów w Chicago, uczestniczyła też w koncercie zorganizowanym przez diasporę albańską dla Jamesa Bakera. W 2005 nagrała album w Detroit, jednak płyta nie odniosła sukcesu, a przez kolejne dwa lata artystka występowała głównie w Kosowie i Macedonii.
Przebojem na rynku albańskim w 2007 stała się piosenka Mandarina, nagrana przez trio, złożone z Bleony Qereti, Genca Prevlukaja i Hekurana Krasniqiego.
W 2009 przeniosła się na stałe do Stanów Zjednoczonych. W 2016 była jurorem w albańskiej wersji formatu Twoja twarz brzmi znajomo.

## Dyskografia

### Albumy
- 1997: Kam Qejfin Tim (I Run My Own Game)
- 1999: Nese Me Do Fort (If You Love Me That Much)
- 2001: S’me Behet Vone (I Don’t Care)
- 2002: Ik Meso Si Dashurohet (Go Learn How to Love)
- 2003: Ti Nuk Di As Me Ma Lyp (You Weren’t Man Enough for Me)
- 2005: Greatest Hits
- 2005: Boom Boom
- 2007: Mandarin

### Single
- 1996: „Lermeni” (Let Me Be Free)
- 1999: „Nese me do fort” (If You Love Me That Much)
- 2001: „S’me behet vone” (I Don’t Care)
- 2002: „Ik meso si dashurohet” (Go and Learn How to Love)
- 2003: „O bo bo c’i bere vehtes” (O.M.G.)
- 2005: „S’dua” (I Don’t Want To)
- 2005: „Boom Boom”
- 2006: „Hallal e ke” (You Deserved It)
- 2007: „Mandarin”
- 2008: „Magnetic”
- 2010: „Show Off”
- 2012: „Pass Out”
- 2013: „Without You”
- 2013: „Take It Like A Man”
- 2014:	"Fuck You I'm Famous"
- 2015:	"Still In Love"
- 2015:	"Take You Over"
- 2018:	"Wicked Love"
- 2018:	"I Don't Need Your Love"
- 2019:	"Su di Noi"
- 2019: No One Like You
- 2020:	"#Haters"